# Gertrudenfriedhof (Oldenburg)

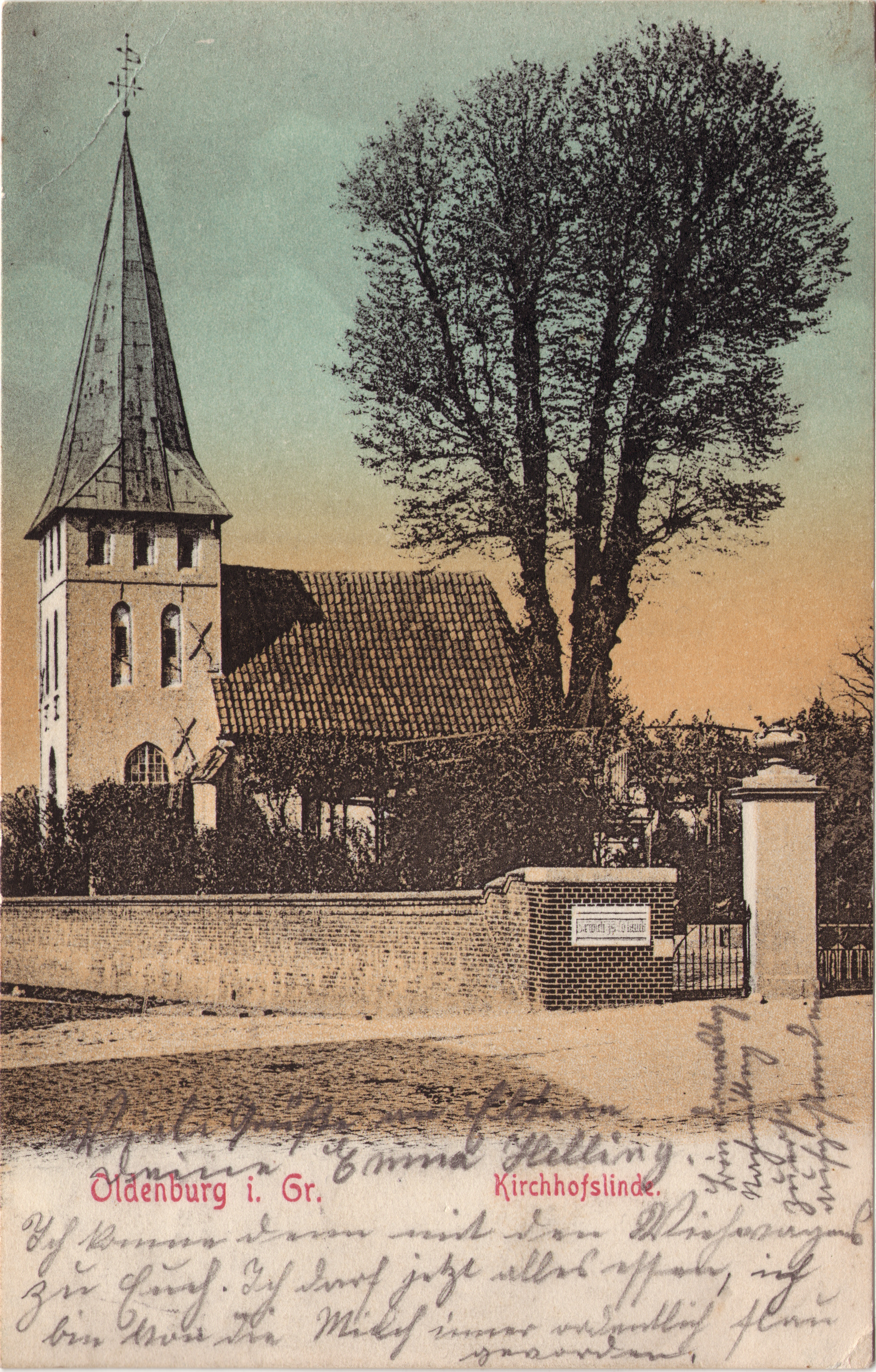
Eingang zum Friedhof, Kapelle und Gertrudenlinde von der Alexanderstraße aus

Der Gertrudenfriedhof liegt in der niedersächsischen Stadt Oldenburg nördlich der Innenstadt zwischen der Nadorster Straße und der Alexanderstraße. Der von einer Mauer umgebene Friedhof ist geprägt von einer Vielzahl an kulturhistorisch bedeutenden Grabmalen. Dominiert wird der Friedhof von dem Mausoleum als Grablege des herzoglich-oldenburgischen Hauses sowie von der Gertrudenkapelle, dem ältesten und einzigen erhalten gebliebenen spätmittelalterlichen sakralen Bauwerk der Stadt.

## Friedhof
Der St. Gertruden-Kirchhof entstand im Mittelalter. Er lag damals vor den Toren der Stadt. Aufgrund seiner Lage wurden hier Verstorbene aus dem Siechenhaus bestattet, die an unheilbaren und ansteckenden Krankheiten gelitten hatten. Das erstmals 1345 erwähnte Siechenhaus lag in der Nähe der Gertrudenkapelle. Vom 17. Jahrhundert an ließen sich zunehmend auch Bürger auf dem Gertrudenfriedhof beisetzen, die in der Natur ihre letzte Ruhestätte finden wollten.
1649 erhielt der Gertrudenfriedhof eine Mauer mit Eingangstor. In der Mauer rechts des Eingangs ist in einem Sandsteinblock der Bibelvers „Ich weiß, daß mein Erlöser lebt“ [sic!] (Hiob 19, 25) eingemeißelt, in der Mauer links finden sich die Worte „O ewich is so lanck“ [sic!], welche den Dichter Georg von der Vring zu einem Gedicht gleichen Titels inspirierten.

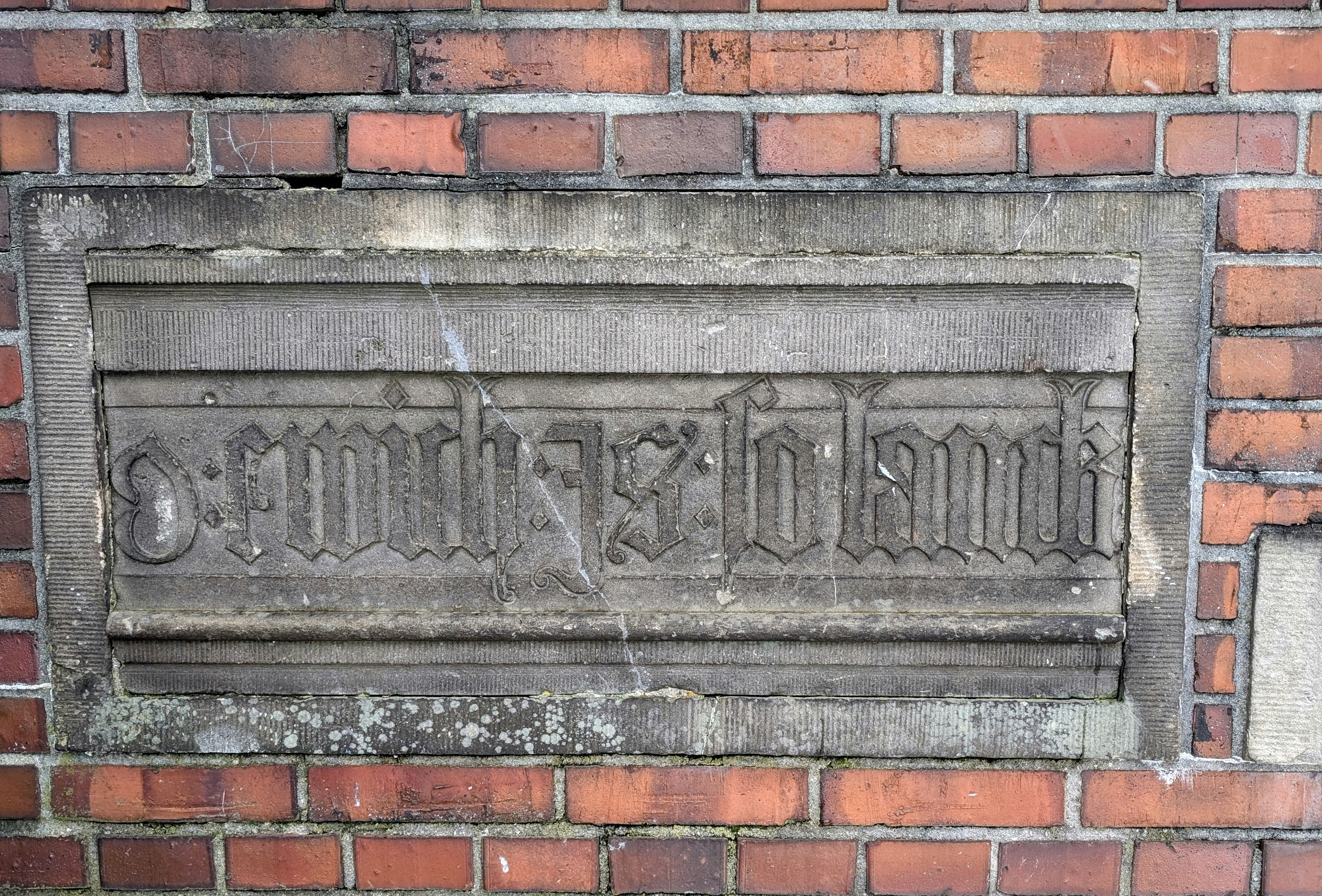
O ewich is so lanck

1791 wurde der Lambertifriedhof aufgelöst. Die Verstorbenen der Stadt wurden nur noch auf dem Gertrudenkirchhof bestattet. Damit war er bis 1874 der einzige Friedhof der Stadt.
Auf dem an klassizistischen Grabstellen reichen Friedhof, der auch das Grabmal und Mausoleum von Johann Georg von Hendorff von 1791 sowie das Mahnmal für die 1813 von französischen Besatzern hingerichteten Christian Daniel von Finckh und Albrecht Ludwig von Berger beherbergt, wurden in neuerer Zeit unter anderem der Heimatdichter Georg Ruseler, die Künstler Anna Maria Strackerjan und Horst Janssen, der Mediziner Wilhelm Heinrich Schüßler und die Sozialpädagogin Edith Ruß bestattet. Weiterhin gibt es auf dem Friedhof ein Denkmal für im Deutsch-Französischen Krieg von 1870/71 gefallene Oldenburger Soldaten sowie ein Grabmal für die französischen Soldaten aus demselben Krieg, das 22 Namen trägt.
Auf dem Gertrudenfriedhof finden sich zahlreiche weitere Grabstätten bedeutender Frauen und Männer, wie 
Ludwig Freese, August Hinrichs, Franz Högl, Johann Ludwig Mosle, Carl Klävemann, Dietrich Klävemann, Theodor von Kobbe, Julius Mosen (mit einer Fichte aus der vogtländischen Heimat der Dichters), Bertha Ramsauer, Frieda Ritter, August Schwartz, Erna Schlüter, Willa Thorade, Gerhard Stalling, Emil Pleitner, Theodor Francksen, Ludwig Fischbeck, Julius Schultze, Wilhelm Fortmann, Theodor Presuhn und Albert Philibert Schrenck von Notzing.
An der Grabstätte des Namensgebers von Moslesfehn, Johann Ludwig Mosle, ist eine erläuternde Plakette angebracht.

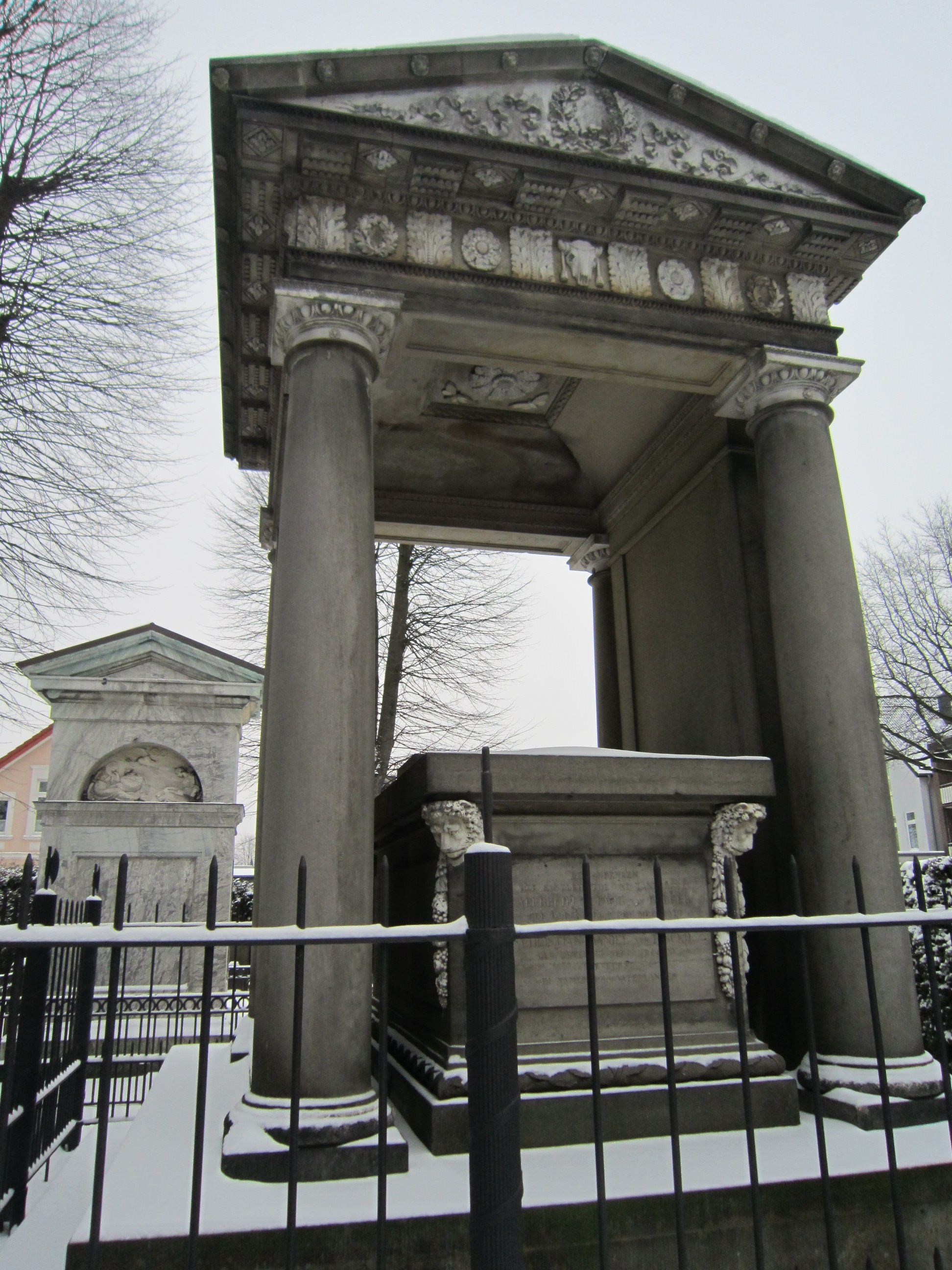
Grabstätte von Christian Daniel von Finckh und Albrecht Ludwig von Berger
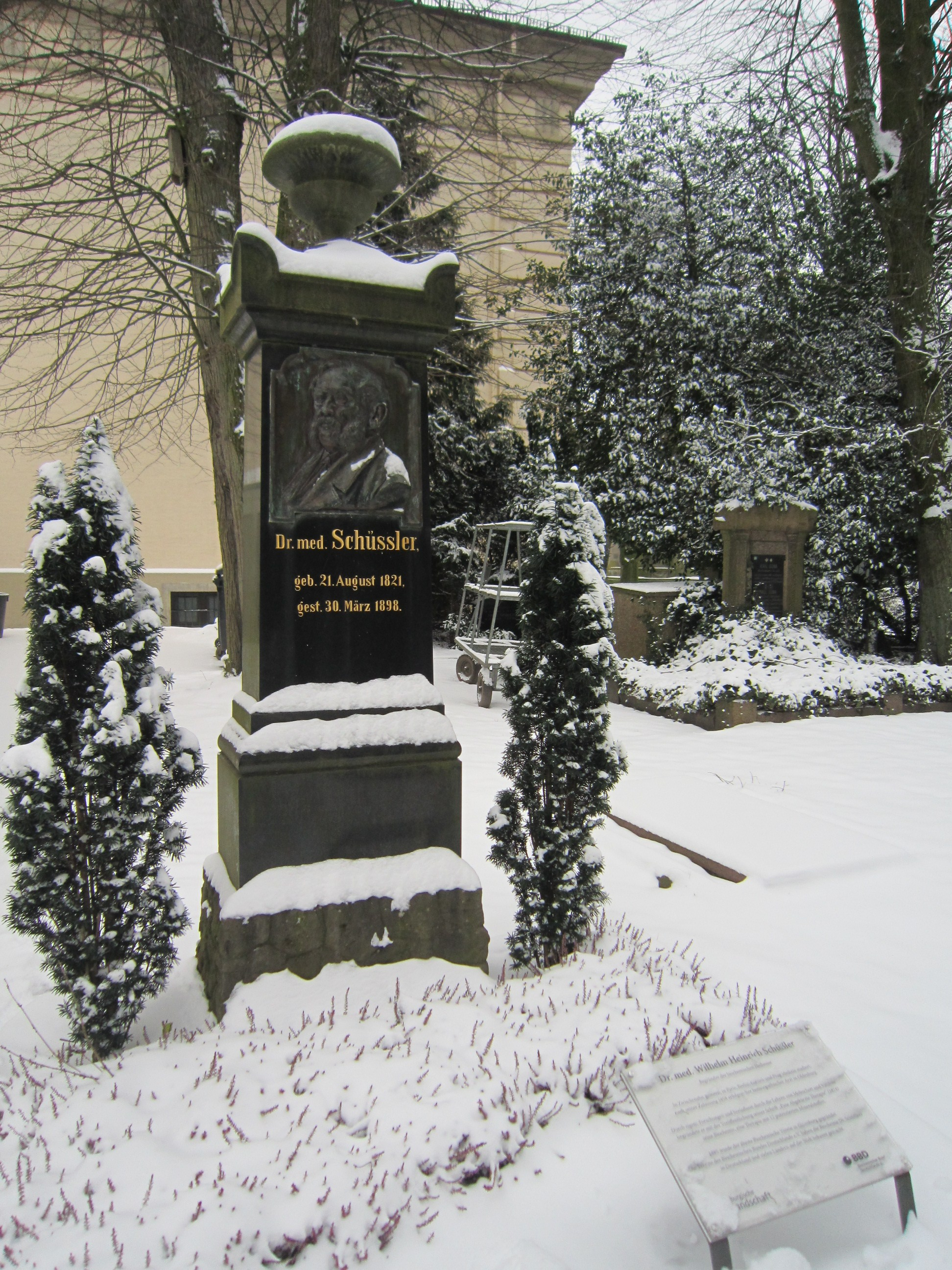
Grabstätte von Wilhelm Heinrich Schüßler
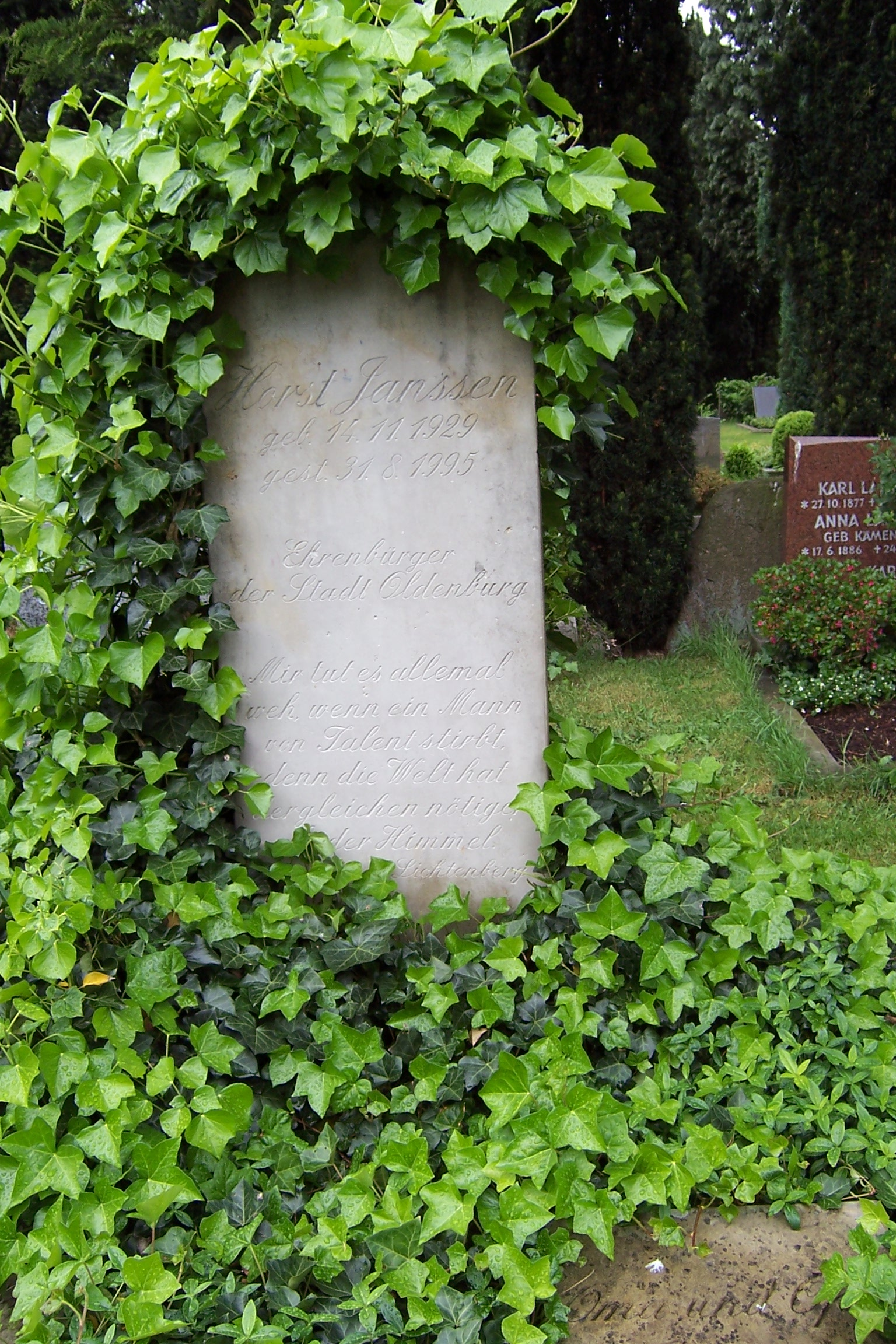
Grabstätte von Horst Janssen
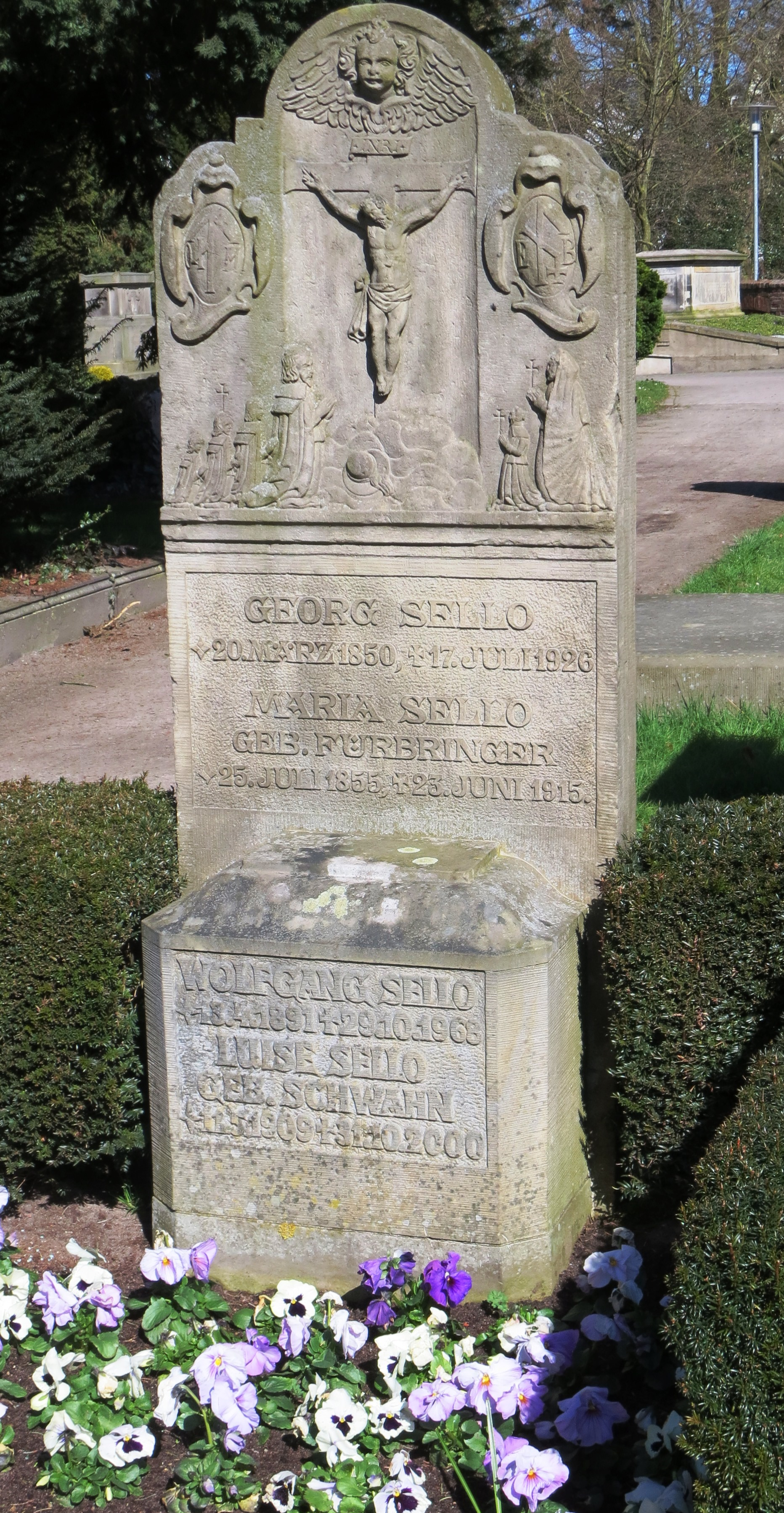
Grabstätte von Georg Sello
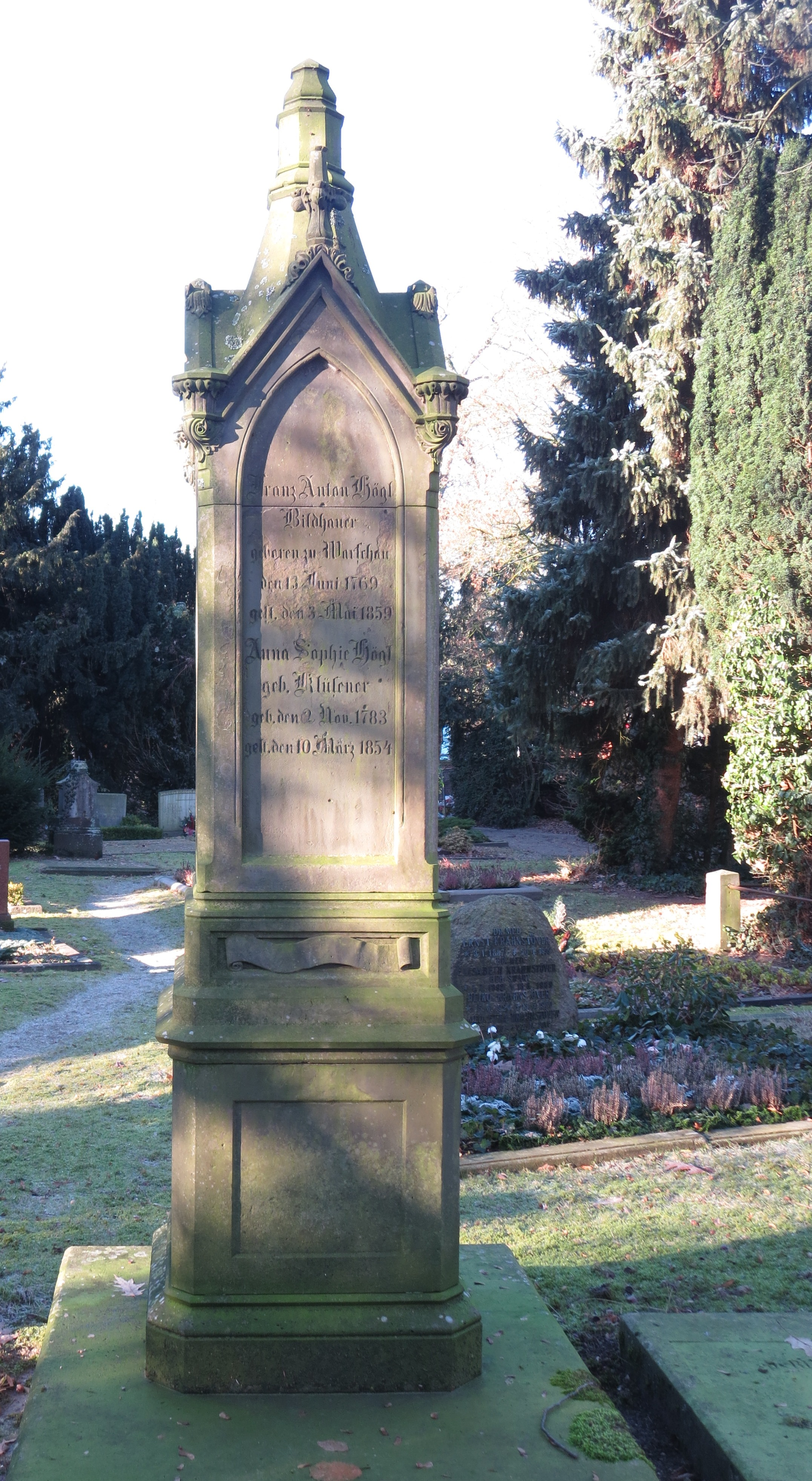
Grabstätte des Bildhauers Franz Högl

## Mausoleum

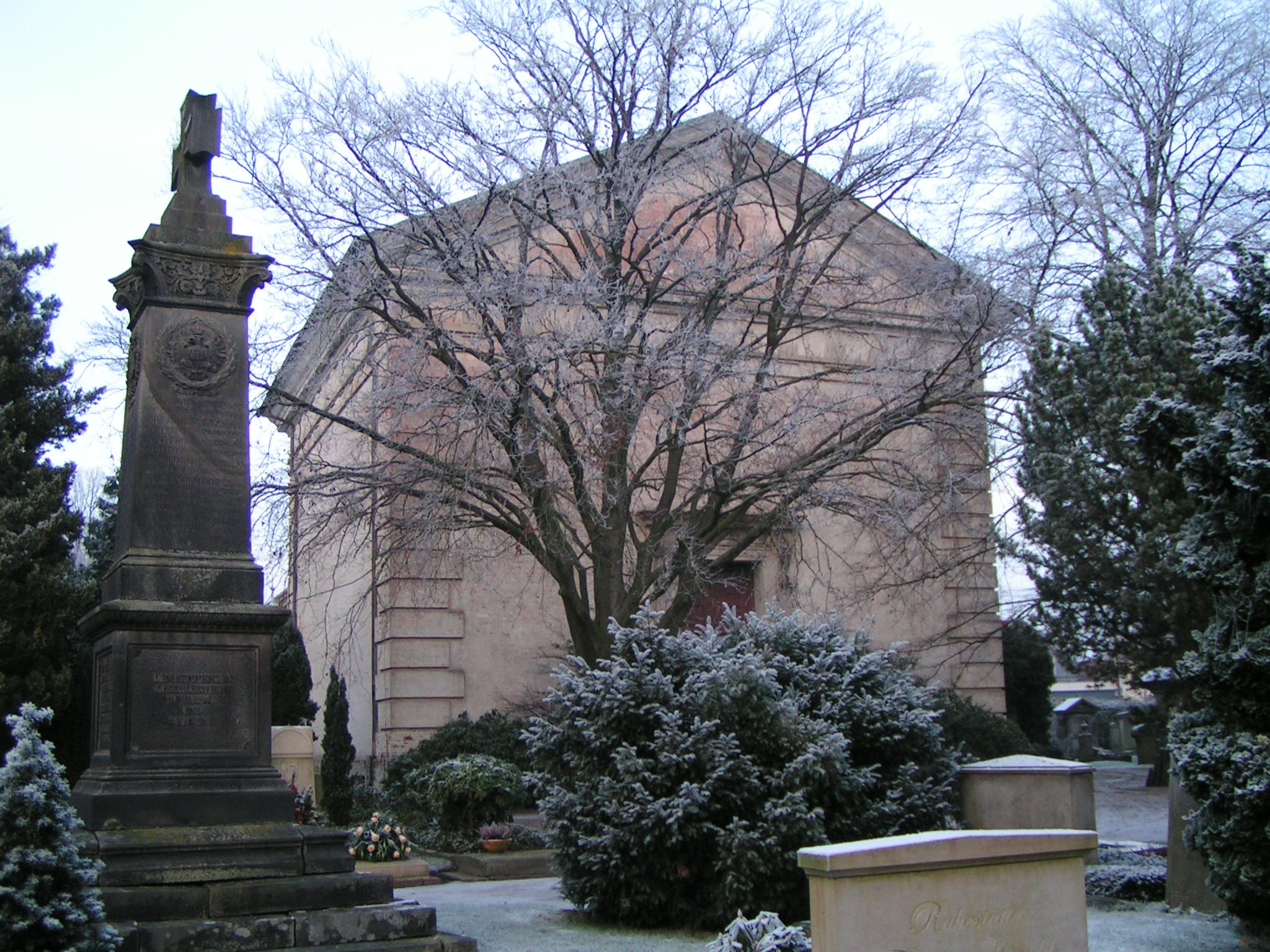
Das Mausoleum

Das 1786–1791 auf Wunsch des Oldenburger Herzogs Peter I. und nach Plänen von Johann Heinrich Gottlieb Becker errichtete Mausoleum war zunächst als Grabstätte der früh verstorbenen Herzogin Friederike geplant. Durch seinen klassizistischen Stil setzte das Mausoleum schon bei seiner Errichtung einen städtebaulichen Akzent und diente über die folgenden Jahrzehnte als Vorbild für weitere Bauvorhaben in der Stadt. 1829 wurde es zur Grablege der Regenten von Oldenburg und ihrer Nachfolger bestimmt. Bis heute werden die Mitglieder des herzoglich-oldenburgischen Hauses hier bestattet.

## Kapelle

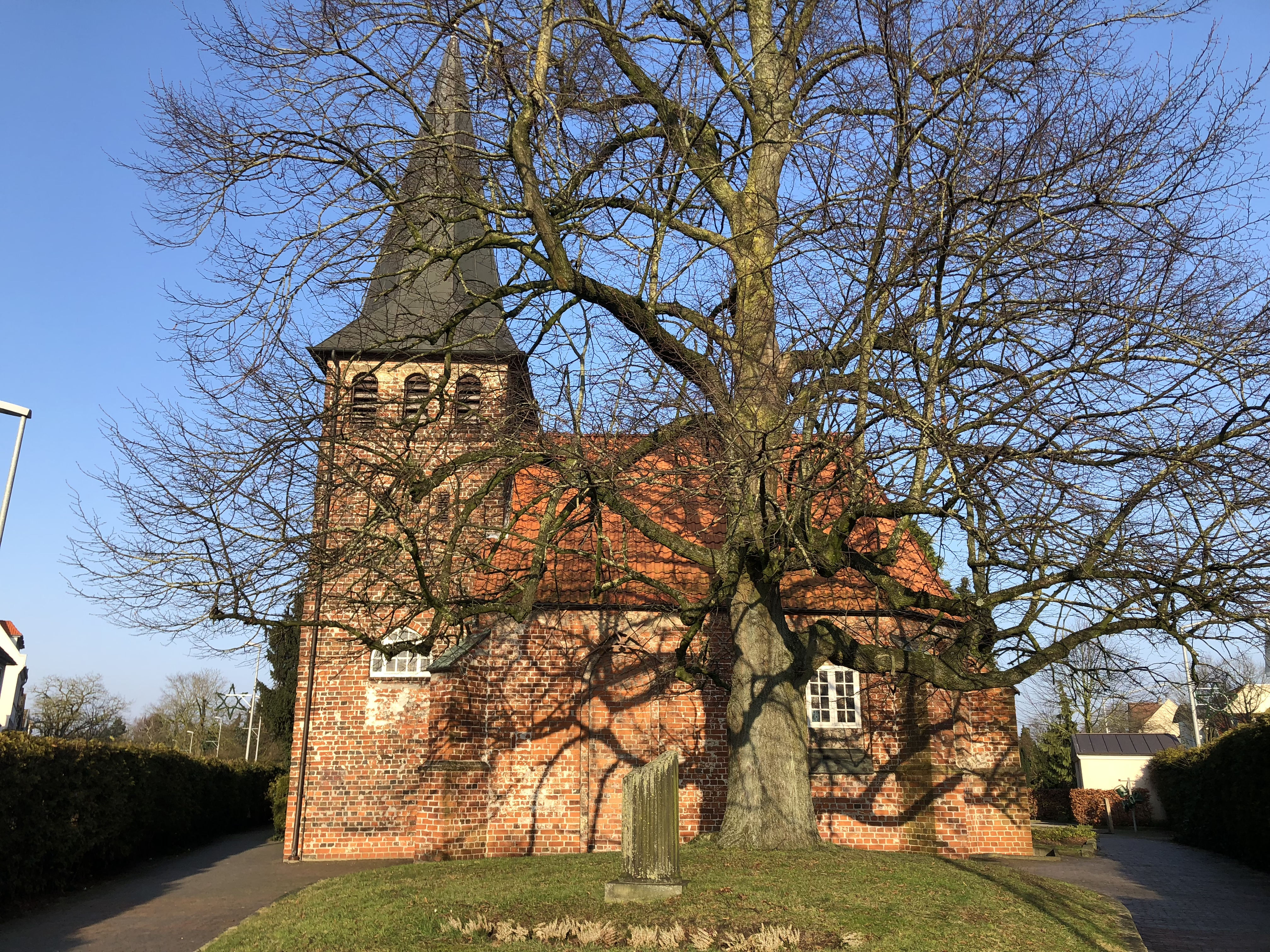
Gertrudenkapelle

Der Baubeginn der der Heiligen Gertrud gewidmeten Kapelle war um 1250. Erstmals urkundlich erwähnt wurde sie im Jahre 1428. Sie ist das älteste Gotteshaus in Oldenburg.
Ursprünglich gehörte die Kapelle zu einem nicht mehr vorhandenen Siechenhaus. Der Ursprungsbau bestand aus einer einschiffigen Backsteinkirche mit Westturm. 1481 erhielt die Kirche ein neues Gewölbe mit figürlichen und ornamentalen Darstellungen, die bei einer Neuverputzung um 1600 überdeckt wurden. Um 1680 wurde die Kapelle neu ausgemalt. Diese Malereien wurden nach mehreren Überdeckungen erstmals teilweise 1908 freigelegt und werden seit 1964 in mehreren, bisher nicht abgeschlossenen Schritten restauriert. 
Am Eingang zum Chor hängt ein von Balthasar Dugend (1585–1657) 1640 in Auftrag gegebenes Epitaph. Das Mittelbild ist eine seitenverkehrte, gute Kopie eines unbekannten niederländischen Malers nach der Mitteltafel des Altars in der Liebfrauenkathedrale zu Antwerpen, 1612 von Peter Paul Rubens. Ein harmonisch komponierter architektonischer Aufbau rahmt das Gemälde, er wird dem in Oldenburg tätigen, gleichnamigen Sohn des Bildhauers Ludwig Münstermann zugeschrieben.
Im Turm hängt eine bronzene Glocke, die 1950 von den Gebr. Rincker  zunächst für den Kirchentag in Essen  gegossen wurde. Die Glocke ist 637 kg schwer und auf den Ton g´´ gestimmt. Sie trägt die Inschrift „Freuet euch in dem Herrn allewege“.

## Gertrudenlinde und Naturdenkmale

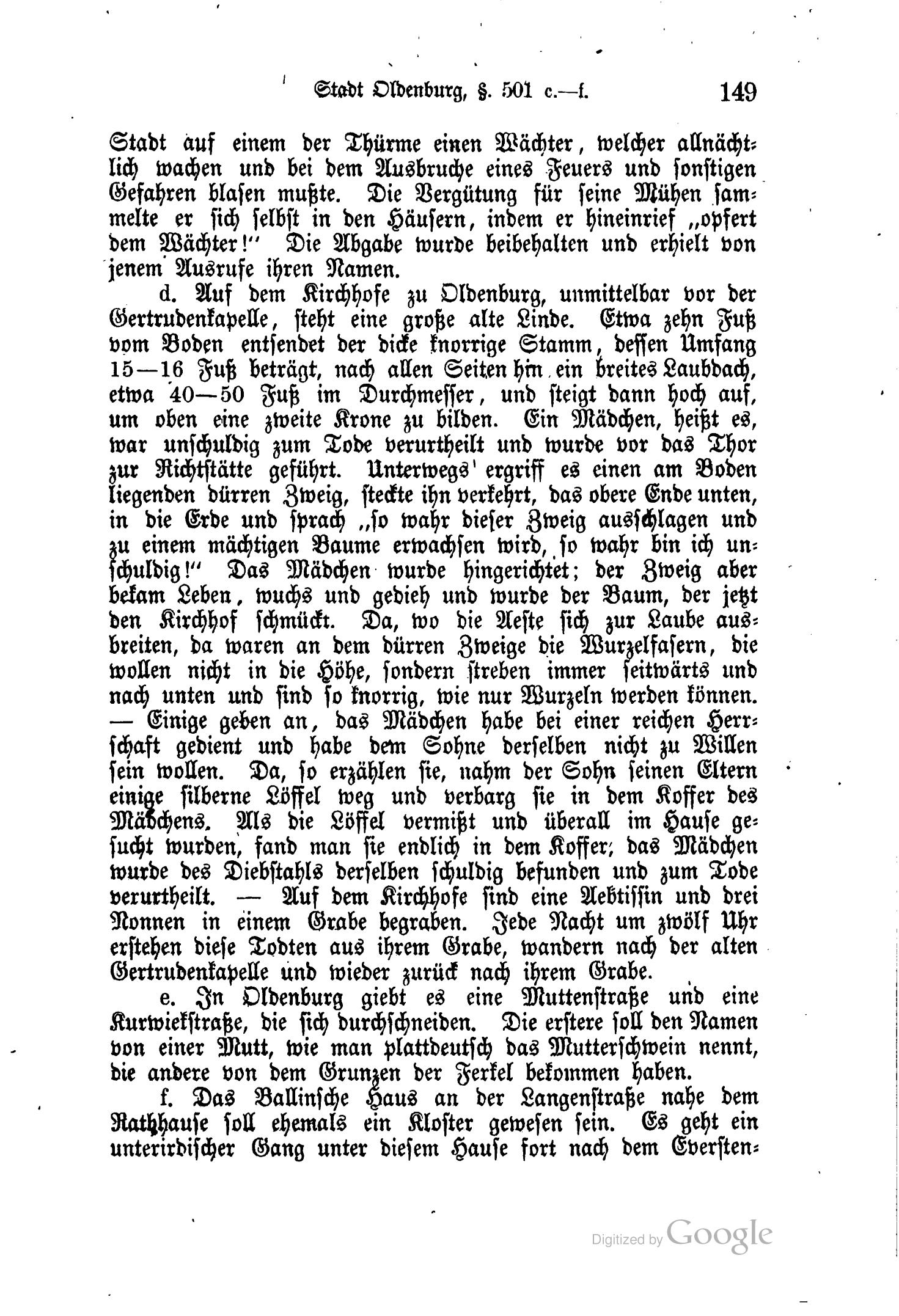
Ludwig Strackerjan: Aberglaube und Sagen aus dem Herzogtum Oldenburg. S. 149

Um die Linde auf dem Kirchhof der Gertrudenkapelle rankt sich eine alte Sage, die der Autor Ludwig Strackerjan 1867 wie folgt wiedergab:

„Ein Mädchen, heißt es, war unschuldig zum Tode verurtheilt und wurde vor das Thor zur Richtstätte geführt. Unterwegs ergriff es einen am Boden liegenden dürren Zweig, steckte ihn verkehrt, das obere Ende unten, in die Erde und sprach „so wahr dieser Zweig ausschlagen und zu einem mächtigen Baume erwachsen wird, so wahr bin ich unschuldig!“ Das Mädchen wurde hingerichtet; der Zweig aber bekam Leben, wuchs und gedieh und wurde der Baum, der jetzt den Kirchhof schmückt. (...) Einige geben an, das Mädchen habe bei einer reichen Herrschaft gedient und habe dem Sohne derselben nicht zu Willen sein wollen. Da, so erzählen sie, nahm der Sohn seinen Eltern einige silberne Löffel weg und verbarg sie in dem Koffer des Mädchens. Als die Löffel vermißt und überall im Hause gesucht wurden, fand man sie endlich in dem Koffer; das Mädchen wurde des Diebstahls derselben für schuldig befunden und zum Tode verurtheilt.“

Der Umfang der Linde soll mehr als 15 Oldenburger Fuß [1 Oldenburger Fuß = 0,2958 m] betragen haben, sie soll nach allen Seiten hin ein breites Laubdach mit fast 50 Fuß im Durchmesser gehabt haben, das oben eine zweite Krone bildete. In einem alten Reisebericht im Oldenburger Stadtarchiv ist zu lesen, dass die erste – bereits sehr alte – Linde im Jahr 1656 auf 28 Säulen gestützt wurde und dass im Sommer am Baumstamm eine Kanzel stand, vor dem Gottesdienste im Freien abgehalten wurden. 1960 wurde ein Ableger der uralten Linde am Eingang des Gertrudenkirchhofs neu gepflanzt.
Drei Bäume auf dem Gertrudenfriedhof hat die Stadt Oldenburg als Naturschutzbehörde schon 1981 zu Naturdenkmalen erklärt, eine Eiche im südlichen Bereich in der Nähe des Eingangs (Naturdenkmal OL-S 12), eine Pyramideneiche im nördlichen Teil (OL-S 13) und die Vogtlandfichte (OL-S 14), die auf dem Grab von Julius Mosen steht.